# ساركومة ليفية
الساركومة الليفية (بالإنجليزية: Fibrosarcoma) هي ورم خبيث في اللحمة المتوسطة مستمد من نسيج ضام ليفي، ويتميز بوجود خلايا ليفية تكاثرية غير ناضجة أو خلايا مغزلية غير متمايزة في نمط رسومي، وعادة ما توجد في الذكور الذين تتراوح أعمارهم بين 30 إلى 40 عام، حيث ينشأ في الأنسجة الليفية من العظام، ويغزو العظام الطويلة أو المسطحة، مثل عظم الفخذ، والساق، والفك السفلي، ويشمل أيضا السمحاق والعضلات الموجودة فوقه.

## علم الأمراض
قد يُظهِر الورم درجات مختلفة من التمايز: ورم منخفض الخباثة (متمايز)، وورم متوسط الخباثة، وورم ذو خباثة عالية (غير متمايز). واعتمادا على هذا التمايز، قد تشبه خلايا الورم الخلايا الليفية ناضجة (مغزلية الشكل)، وتُفرز الكولاجين. ويتم ترتيب هذه الخلايا في حُزَم قصيرة تنقسم وتندمج، مما يعطي مظهر «عظم السمك» المعروف بنمطه المتعرج. وهناك العديد من الأورام في التشخيص التفريقي، بما في ذلك الورم الميلانيني المغزلي، وسرطان الخلايا الحرشفية المغزلية، والساركوما الزلالية، والساركومة العضلية الملساء، وورم الغمد العصبي الطرفي الخبيث.

## الأعراض السريرية في الإنسان

### في الكبار
عادة ما يكون الأفراد الذين يعانون من الساركومة الليفية بالغين وتتراوح أعمارهم بين 30 و55 عامًا، وغالبًا ما يعانون من الألم، وتكون نسبة الإصابة للذكور أعلى من الإناث.

### في الرُّضَع
في الرُّضَع، غالباً ما تكون الساركومة الليفية خلقية (غالباً ما يطلق عليها ساركومة ليفية طفلية خلقية)، وعادة ما يصاب بها الرضع في أول سنتين من حياتهم. ومن الناحية الخلوية، تتميز الساركومة الليفية الطفلية الخلقية بأن أغلبية الحالات يحدث فيها انتقال بين الصبغي 12 و15، مما يؤدي إلى تكوين جين الاندماج ETV6-NTRK3، مع ظهور تثلث صبغي للكروموسومات 8 أو 11 أو 17 أو 20 في بعض الحالات الفردية. ويتشابه علم الأنسجة وارتباطه بجين الاندماج ETV6-NRTK3 بالإضافة إلى بعض تثلثيات الكروموسومات، وتوزيع العلامات لنوع الخلية داخل هذا الورم، مع ما يتواجد في الشكل الخلوي للورم الكلوي متوسطي الأرومة. وبالفعل، يبدو أنهما نفس المرض باستثناء أن الأورام الليمفاوية الأرومية المنشأ تنشأ في الكلية في حين تنشأ الساركوما الليفية الطفلية الخلقية في الأنسجة غير الكلوية.

## اختبار مساعد
يشمل الاختبار المساعد أو الإضافي للساركومة الليفية الكيمياء النسيجية المناعية، حيث يكون الفيمنتين إيجابي، والسيتوكيراتين وبروتين S100 سلبية، والأكتين متغير.

## الساركومة اليفية في الكلاب والقطط

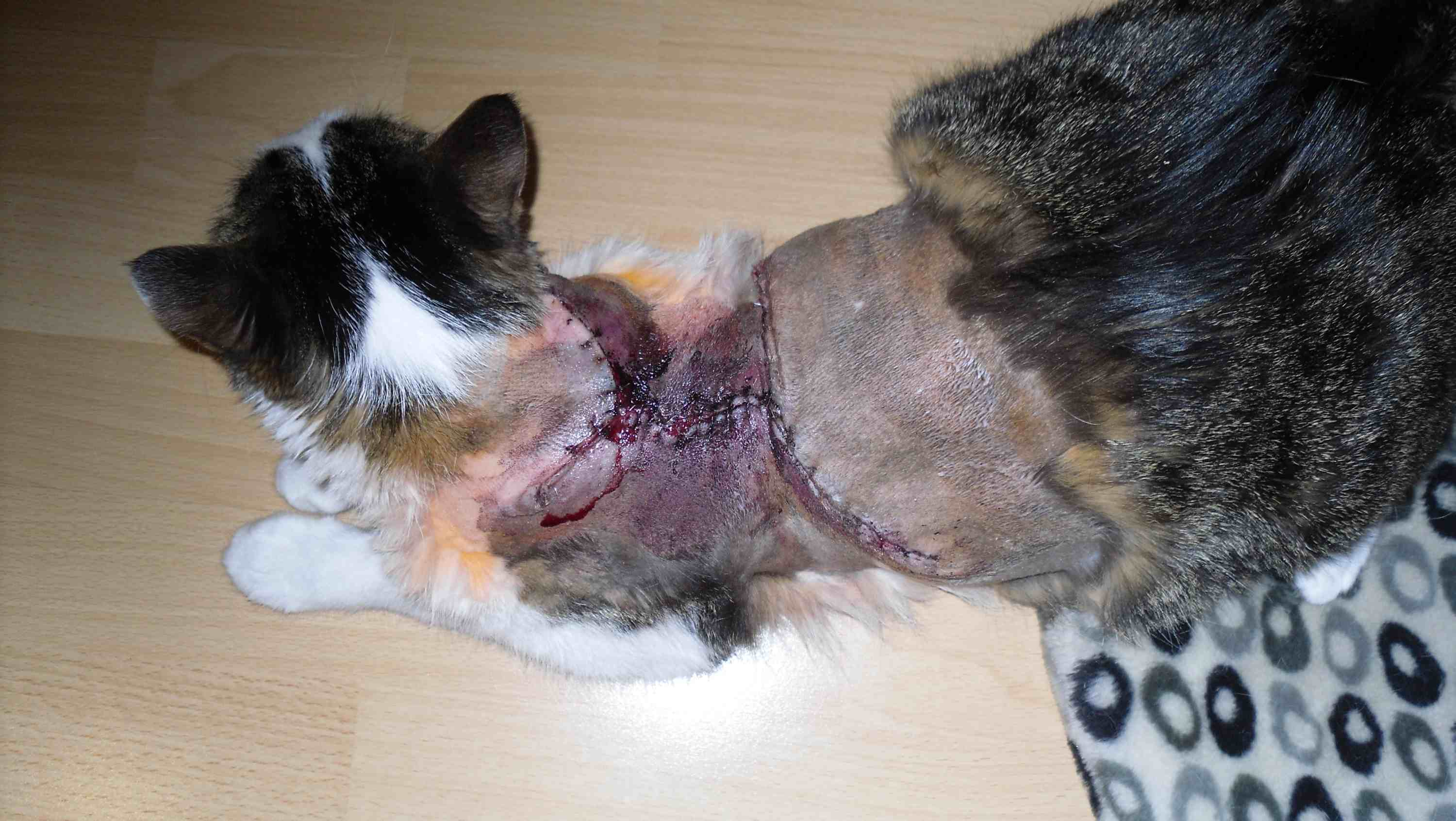
قطة بعد رابع عملية جراحية بسبب الساركومة الليفية

### الكلاب
تحدث الساركومة الليفية في أغلب الأحيان في الفم عند الكلاب، ويكون الورم توغليا بشكل موضعي، وغالبًا ما يتكرر بعد الجراحة، ويُستخدم العلاج الإشعاعي والعلاج الكيميائي أيضًا في العلاج، كما أن الساركومة الليفية ورم عظمي نادر في الكلاب.

### القطط
في القطط، تحدث الساركومة الليفية على الجلد، وهي أيضا أكثر الساركومات المرتبطة باللقاح شيوعا. وفي عام 2014، أطلقت شركة ميريال Oncept IL-2 في أوروبا لإدارة مثل هذا النوع من الساركومة الليفية.
أجرى بوستوك وآخرون دراسة عن القطط التي خضعت لاستئصال الساركومة الليفية، وتم اتباعها لمدة لا تقل عن 3 سنوات، أو حتى الموت، وتم العثور على اثنين من العوامل لتكون ذات أهمية في توقع سير المرض وهما موقع الورم والمؤشر الانقسامي، لكن حجم الورم، ومدة النمو، والمظهر النسيجية لم يكن لهم أهمية. وبعد إزالة الساركومة الليفية من خاصرة 6 قطط، لم يمت أي منهم نتيجة للورم، بينما مات 24 من 35 (70٪) قط مصاب في جلد الرأس أو الظهر أو الأطراف؛ بسبب تكرار الإصابة في غضون 9 أشهر من الجراحة.

## روابط خارجية
- Fibrosarcoma of Bone: Review of a Rare Primary Malignancy of Bone نسخة محفوظة 9 مارس 2021 على موقع واي باك مشين.
- Atlas of Pathology